# San Sebastián Villanueva
San Sebastián Villanueva es una localidad del estado mexicano de Puebla. Es cabecera del municipio de Acatzingo.

## Toponimia
El nombre «San Sebastián» hace referencia al santo patrono de la localidad: Sebastián de Milán.

## Demografía
| Gráfica de evolución demográfica |
|                                  |

| Censo | Población |
| ----- | --------- |
| 1900  | 953       |
| 1910  | 1 013     |
| 1921  | 784       |
| 1930  | 1 069     |
| 1940  | 1 162     |
| 1950  | 1 574     |
| 1960  | 1 917     |
| 1970  | 2 277     |
| 1980  | 3 629     |
| 1990  | 4 372     |
| 1995  | 5 187     |
| 2000  | 5 785     |
| 2005  | 6 007     |
| 2010  | 6 866     |
| 2020  | 8 287     |